# Les Fils du coupeur de joints
Albums de Hubert-Félix Thiéfaine
En concert à Bercy
(1999) Au Bataclan
(2002)
Les Fils du coupeur de joints est une compilation hommage à Hubert-Félix Thiéfaine sortie en 2002 sur le label Epic. 
Elle est composée de deux disques. Sur le premier, des groupes et des chanteurs de la scène indépendante française reprennent certains de ses titres. Le second contient les versions originales de ces morceaux.
La compilation tire son titre de la chanson La Fille du coupeur de joints, une des plus connues de Thiéfaine.
Chair Chant Corps a vu sa reprise sélectionnée à la suite d'un concours[réf. souhaitée].

## Liste des titres

### CD 1 - Reprises
1. Chair Chant Corps - La Fille du coupeur de joints
2. Tryo & Tarace Boulba - Lorelei Sebasto Cha
3. Sanseverino - Éloge de la tristesse
4. Aldebert - Guichet 102
5. Mister Gang - Les Dingues et les Paumés
6. Mickey 3D - La vierge au Dodge 51
7. Brank Shme Bleu - Diogène série 87
8. Zen Zila - Demain les kids
9. Pascal Parisot - L'ascenseur de 22h43
10. Marousse - Soleil cherche futur
11. Les Wampas - Dernière station avant autoroute
12. La Grande Sophie - Animal en quarantaine
13. Bénabar - La nostalgie de dieu
14. Matmatah - Alligators 427

### CD 2 - Versions originales
1. Éloge de la tristesse
2. Guichet 102
3. La nostalgie de Dieu
4. Animal en quarantaine
5. Demain les kids
6. Diogène série 87
7. Les Dingues et les Paumés
8. Lorelei Sebasto Cha
9. Soleil cherche futur
10. Alligators 427
11. Dernière station avant l'autoroute
12. La vierge au Dodge 51
13. La Fille du coupeur de joints
14. L'ascenseur de 22H43